# Centauresse et Faune
La Centauresse et le faune ou Centauresse et Faune est une sculpture d'Augustin Courtet installée dans le jardin du Palais Saint-Pierre en 1852 avant d'être transférée au parc de la Tête d'or à proximité de la Porte des Enfants du Rhône. La statue a été coulée par le fondeur parisien Quesnel.